# La terra e il sangue
La terra e il sangue (La terre et le sang) è un film del 2020 diretto da Julien Leclercq.

## Trama
Un padre è in procinto di vendere la sua segheria per poter prendere i soldi da dare a sua figlia. Quando uno dei dipendenti nasconde un carico di droga all'interno della segheria si ritroverà coinvolto in una grossa faida.

## Distribuzione
Il film è stato distribuito su Netflix dal 17 aprile 2020.